# 鳃口科
鰓口科是头索纲文昌鱼目之下一個已不再使用的分類，現時被分為兩個不同的科，即文昌鱼科和偏文昌鱼科。兩個科的分別在於：偏文昌鱼科在身体的右侧有生殖腺。

## 分類
傳統上，鰓口科分作以下兩個屬：
- 文昌鱼属
- 偏文昌鱼属

現在的分類把各個屬升格成為一個科。不過，WoRMS不承認偏文昌魚科，認為只是文昌魚科的同義詞，所以在「科」的層次來說，文昌魚科跟鰓口科等同；但 WoRMS 依然承認科以下大多數的屬分類。